# Eva Perón
Eva Maria Duarte Ibarguren, també coneguda com María Eva Duarte de Perón o, simplement, Evita (Junín, 7 de maig de 1919 - Buenos Aires, 26 de juliol de 1952) Primera Dama de l'Argentina i segona esposa del president Juan Domingo Perón.

## Biografia
Nascuda filla il·legítima, als 15 anys marxà a Buenos Aires, on actuà d'actriu en obres menors. Es va casar amb el coronel Perón el 1945 i, pels seus orígens modestos, va esdevenir el lligam entre ell i la fundació dels treballadors del seu partit Justicialista: "Los Descamisados". Eva va fer campanya per al seu marit el 1946 fent servir retransmissions de ràdio de marcat to populista.
Un cop Perón va ser elegit president Eva Perón tingué un destacat paper polític. Va crear la Fundación Eva Perón, que va construir hospitals i orfenats que la van fer molt popular entre la gent més pobra.

### Gira europea

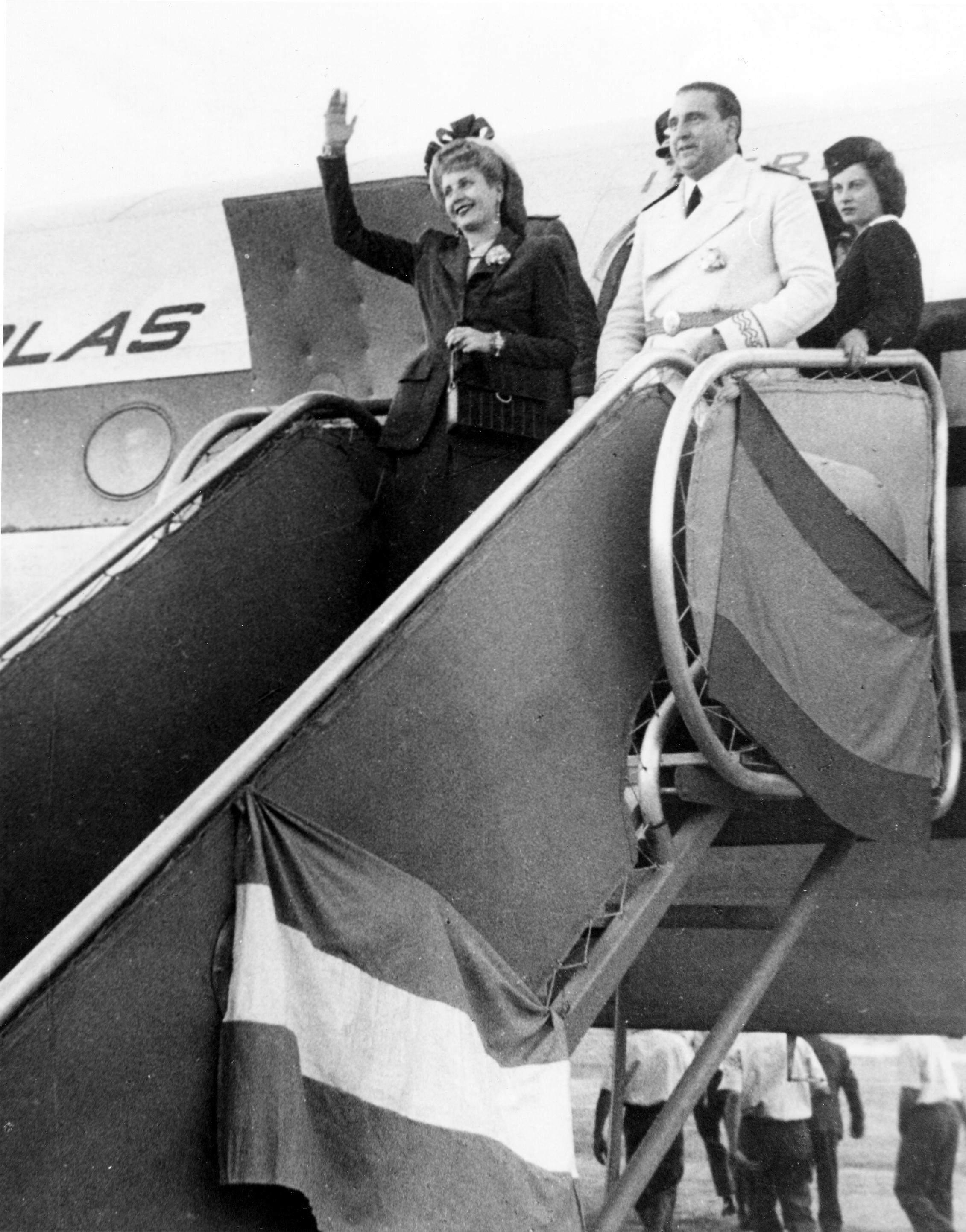
Eva Perón a la seva arribada a Madrid, on va ser rebuda amb vint-i-una canonades i una multitud d'obrers espanyols

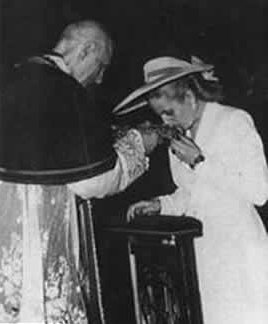
El papa Pius XII i Eva Perón a Roma

El 1947 Eva va iniciar una gira per Europa amb un alt component propagandístic anomenada la "Gira de l'Arc de Sant Martí". Això li va permetre conèixer nombrosos dignataris i caps d'estat, com Francisco Franco i el papa Pius XII. Segons els biògrafs Fraser i Navarro, la gira va tenir el seu origen en una invitació que Franco havia fet al president argentí Juan Perón, únic país que no havia seguit el bloqueig que les Nacions Unides havien imposat a Espanya. Per raons polítiques es va decidir que fos Eva en lloc de Perón qui havia de fer el viatge. Argentina acabava de sortir de la seva "quarantena de guerra", reprenent el seu lloc a les Nacions Unides i millorant les relacions amb els Estats Units. Per això, una visita a Franco i al president de Portugal Salazar, els darrers dictadors d'Europa occidental en actiu, no seria vista amb bons ulls per la diplomàcia internacional. Eva va decidir que, si Juan Perón no podia acceptar la invitació de Franco per a una visita d'estat, ella sí que podia. Els seus assessors van decidir que, per canviar el focus, Eva hauria de visitar molts països europeus a més d'Espanya. Així no s'identificaria una especial simpatia d'Eva amb l'Espanya franquista sinó amb tot Europa. La gira no es va descriure com a «gira política» sinó com una «gira de bona voluntat».
La gira es va estendre durant 64 dies, entre el 6 de juny i el 23 d'agost de 1947. Va visitar Espanya (18 dies), Itàlia i el Vaticà (20 dies), Portugal (3 dies), França (12 dies), Suïssa (6 dies), el Brasil (3 dies) i Uruguai (2 dies). Va voler oficiar d'ambaixadora de bona voluntat i conèixer els sistemes d'ajuda social desenvolupats a Europa amb la intenció d'impulsar al seu retorn un nou sistema d'obres socials del que se'n faria càrrec. En el viatge l'acompanyava el pare jesuïta Hernán Benítez, per qui ella es deixava aconsellar, i que tindria influència, al seu retorn, en la creació de la Fundació Eva Perón.
L'Espanya franquista va ser la primera escala del seu viatge on va estar a Villa Cisneros, Madrid, Toledo, Segòvia, Galícia, Sevilla, Granada, Saragossa i Barcelona. Va evidenciar un desgrat sobre com es tractava als obrers i a les persones humils a Espanya. Va mantenir una situació tibant amb l'esposa de Franco, Carmen Polo, a causa del seu intent de mostrar-li el Madrid històric dels Àustries i els Borbons en lloc dels hospitals públics i els barris de barraques. Tot i no existir una versió oficial, sembla que va utilitzar la seva diplomàcia i influència amb Franco per obtenir l'indult de la militant comunista Juana Doña, que feia d'enllaç entre la guerrilla i el buró polític del PCE. Aquesta història va ser portada al cinema pel director Agustí Villaronga sota el títol «Una carta para Evita».
Els enfrontaments amb la dona de Franco van ser evidents i de retorn en l'Argentina, explicaria:
| « | A la dona de Franco no li agradaven els obrers, i cada vegada que podia els titllava de «rojos» perquè havien participat a la guerra civil. Jo em vaig aguantar un parell de vegades fins que no vaig poder més, i li vaig dir que el seu marit no era un governant pels vots del poble sinó per imposició d'una victòria. A la grossa no li va agradar gens. | » |

El viatge va continuar per Itàlia, on va esmorzar amb el ministre de Relacions Exteriors, va visitar guarderies infantils i va rebre crítiques de grups comunistes que assimilaven el peronisme al feixisme.
Al Vaticà va ser rebuda pel papa Pius XII, qui li va lliurar el rosari d'or i la medalla pontifícia que va portar a les seves mans al moment de morir, després de mantenir una molt curta reunió. Del que allí van parlar el Papa i Eva no ha quedat cap testimoniatge directe, amb excepció d'un breu comentari posterior de Perón sobre el que la seva esposa li havia explicat. El diari La Razón de Buenos Aires cobria la notícia de la següent manera:
| « | El Papa la va convidar llavors a prendre seient al costat del seu escriptori i va començar l'audiència. Ni una sola paraula s'ha donat a conèixer oficialment de la conversa que van sostenir el Summe Pontífex i la senyora de Perón, però un membre de la casa papal va indicar que Pius XII li va fer present el seu agraïment personal per l'ajuda que l'Argentina ha prestat a les nacions europees assolades per la guerra, i per la col·laboració que aquest país ha prestat a l'obra de socors de la Comissió Pontifícia. Al cap de 27 minuts, el Summe Pontífex va oprimir un petit botó blanc en el seu escriptori. Una campaneta va sonar en l'avantcambra i l'audiència va arribar a la seva fi. Pius XII va obsequiar a la senyora de Perón un rosari amb una medalla d'or commemorativa del seu pontificat. | » |

Després va visitar Portugal, on va ser rebuda per multituds al carrer i va reunir-se amb Joan de Borbó. A continuació es va dirigir a França, on es va veure afectada per la publicació en la revista France Dimanche d'una foto seva en una propaganda de sabó realitzada alguns anys enrere, en la qual apareixia amb una cama descoberta, cosa molt qüestionable per a una dona segons els estàndards morals de llavors. De totes maneres es va entrevistar amb el president de l'Assemblea Nacional, el socialista Édouard Herriot, entre altres polítics. El jesuïta Benítez la va portar a Notre-Dame de París a parlar amb el Nunci Apostòlic de París, Monsenyor Angelo Giuseppe Roncalli, futur papa Joan XXIII.

## Darrers temps
Va morir de càncer. El seu cadàver va estar desaparegut gairebé setze anys. Actualment, les restes mortals d'Eva Perón descansen a la cripta de la família Duarte al Cementiri de la Recoleta.
Basant-se en la seva vida, Andrew Lloyd Webber va estrenar un musical a Londres el 1978. Guanyador del Premi Laurence Olivier al Millor Musical, comptava amb Elaine Paige en el paper de la Primera Dama. El 1996, Madonna va protagonitzar-ne la versió cinematogràfica, dirigida per Alan Parker. El film va endur-se un Oscar i tres Globus d'Or.